# Georg Moritz von Sachsen-Altenburg

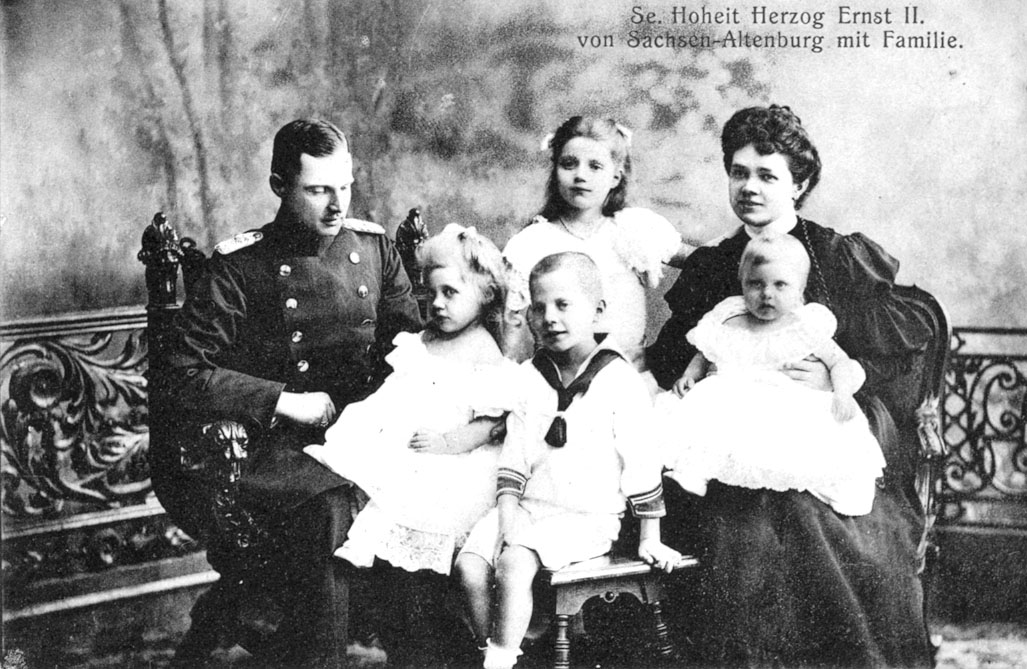
Herzog Ernst II. von Sachsen-Altenburg mit Familie ca. 1906

Georg Moritz von Sachsen-Altenburg (* 13. Mai 1900 in Potsdam; † 13. Februar 1991 in Rendsburg) war Erbprinz von Sachsen-Altenburg. Das Herzogtum hörte 1918 im Zuge der Thronentsagung aller deutschen Bundesfürsten auf zu existieren. Daraus entstand der Freistaat Sachsen-Altenburg, welcher am 1. Mai 1920 im neu gegründeten Land Thüringen aufging. Somit übernahm Georg Moritz nie Regierungsverantwortung. Er war Anhänger und Förderer der Anthroposophie.

## Leben
Georg Moritz war das zweite Kind und der erste Sohn des Herzogs Ernst II. von Sachsen-Altenburg und dessen Gattin, der Herzogin Adelheid geborene Prinzessin zu Schaumburg-Lippe. Damit gehörte er dem Haus Sachsen-Altenburg an. Sein Vater, damals noch nicht Regent des Herzogtums, lebte zu dieser Zeit mit Frau und Tochter als Hauptmann und Kompaniechef des 1. Garderegiments zu Fuß in Potsdam. Dem Erbprinzen folgten zwei weitere Geschwister, am 6. April 1903 Prinzessin Elisabeth und am 15. Mai 1905 Prinz Friedrich Ernst. Am 13. Mai 1907 verstarb der Großvater des Erbprinzen und ein Jahr später auch dessen Bruder, Herzog Ernst I. Am 7. Februar 1908 übernahm sein Vater die Regentschaft des Herzogtums. Aus diesem Anlass übersiedelte die herzogliche Familie von Potsdam nach Altenburg. Bis zum 13. Lebensjahr lebte der Erbprinz in Altenburg. Ende März 1913 brachte ihn sein Vater nach Dresden, wo seine weitere Ausbildung am König-Georg-Gymnasium erfolgte. Seine militärische Ausbildung erhielt er im 8. Thüringischen Infanterie-Regiment Nr. 153.
Bereits in seiner Jugend hatte sich Georg Moritz der Anthroposophie zugewandt. Anfang der 1930er-Jahre wurde für ihn die Begegnung mit Siegfried Pickert entscheidend. Sein Lebensmittelpunkt verlagerte sich in diesen Kreisen in das Schloss Hamborn, wo er seit 1931 aktiv als Vertreter der anthroposophischen Lehre wirkte. 1936 übernahm er die Erbpacht für den landwirtschaftlichen Betrieb des Schlosses.
Obwohl das Naziregime die Anthroposophie verbot, konnte dank Vermittlung von Georg Moritz die Arbeit mit behinderten Kindern im Schloss Hamborn noch bis Juni 1941 fortgesetzt werden. Hintergrund war die Protektion, die die Anthroposophie bis 1941 bei Rudolf Heß besaß. Schließlich wurde sie jedoch von der Gestapo unterbunden und der Geschäftsführer der Einrichtung Adolf Ammerschlaeger sowie Georg Moritz im Rahmen der Aktion gegen Geheimlehren und sogenannte Geheimwissenschaften für neuneinhalb Monate in Schutzhaft genommen.
1946 kehrte Georg Moritz nach Schloss Hamborn zurück, wo er sich aufs Neue für Mitarbeiter, Gäste des Erholungsheims und besonders für die dort in der Internatsschule lebende Jugend einsetzte. Bis 1968 wirkte er unter anderem im Vorstand des dortigen sozialen Hilfswerkes. Er lebte bescheiden in einer kleinen Wohnung im Schloss, umgeben von einer umfangreichen Bibliothek.
Am 13. Februar 1991 starb Georg Moritz an den Folgen einer Lungenentzündung im Rendsburger Krankenhaus. Er war der vorletzte ehemalige Thronfolger eines Bundesfürsten – und neben dem ihn um zehn Jahre überlebenden Friedrich Franz Herzog zu Mecklenburg einer der beiden, die die deutsche Wiedervereinigung erlebten. Mit dem Tod Georg Moritz’ starb die Linie Sachsen-Altenburg im Mannesstamm aus, der Name wird jedoch infolge Adoption von der Familie Praschma fortgeführt.
Georg Moritz war Patenonkel des deutschen Journalisten und Adelsexperten Rolf Seelmann-Eggebert.